# Prémillieu
Prémillieu är en kommun i departementet Ain i regionen Auvergne-Rhône-Alpes i östra Frankrike. Kommunen ligger  i kantonen Hauteville-Lompnes som ligger i arrondissementet Belley. Kommunens areal är 8,51 km². År 2022 hade Prémillieu 47 invånare.

## Befolkningsutveckling
Antalet invånare i kommunen Prémillieu
Referens: INSEE